# Prix Pierre-de-Régnier
Le  prix Pierre-de-Régnier, de la fondation du même nom, est un ancien prix annuel de soutien à la création littéraire, créé en 1964 par l'Académie française et « destiné à aider les écrivains pauvres ».
Pierre de Régnier, également connu sous le pseudonyme de Tigre, né le 8 septembre 1898 à Paris et mort le 29 octobre 1943, est un écrivain, dessinateur, chroniqueur et poète mondain français.

## Liste des lauréats
- 1965 : Jean-Marie Dunoyer pour La Bicyclette
- 1966 : Jean Lebrau pour l'ensemble de son œuvre
- 1967 : 
  - Gérard Engelbach pour Poèmes
  - Rouben Mélik pour Le chant réuni
- 1968 : Jacques Meyer (1895-1987) pour La vie quotidienne des soldats pendant la Grande Guerre
- 1969 : 
  - Jacques Morel (1926-2006) pour Rotrou, dramaturge de l’ambiguïté
  - Robert Soupault (1892-1975) pour Marcel Proust, du côté de la médecine
  - Fernand Zamaron pour Louise Labé, dame de franchise
- 1970 : Georges Lubin pour l'édition de la correspondance et des œuvres autobiographiques de George Sand
- 1971 : Jean-Claude Renard pour l'ensemble de son œuvre poétique
- 1972 : Claude Vigée pour l'ensemble de son œuvre poétique
- 1973 : 
  - Jean Loisy (1901-1992) pour l'ensemble de son œuvre
  - Jean Starobinski pour l'ensemble de son œuvre
- 1974 : Bruno Gay-Lussac pour l'ensemble de son œuvre
- 1975 : Jacques Lacarrière pour l'ensemble de son œuvre
- 1976 : Robert Minder pour Le Rayonnement d’Albert Schweitzer
- 1977 : Pierre de Boisdeffre pour l'ensemble de son œuvre
- 1978 : Claude Mauriac pour l'ensemble de son œuvre
- 1979 : Christine de Rivoyre pour l'ensemble de son œuvre
- 1980 : Louis Ducreux pour La Porte tournante du Café Riche
- 1981 : François-Régis Bastide pour l'ensemble de son œuvre
- 1982 : Pierre Gripari pour Moi, Mitounet-Joli
- 1983 : Henri Mitterand pour l'édition critique des œuvres de Zola
- 1984 : Jean Hugo pour Le Regard de la mémoire
- 1985 : André Fraigneau pour l'ensemble de son œuvre
- 1986 : Andrée Chedid pour l'ensemble de son œuvre
- 1987 : Claude Mourthé pour L’Amour parfait
- 1988 : Olivier Rolin pour Sept villes
- 1989 : 
  - Georges Saint-Clair pour l'ensemble de son œuvre
  - Jean-Yves Plancot pour l'ensemble de son œuvre